# Ceratosolen bianchii
Ceratosolen bianchii är en stekelart som beskrevs av Wiebes 1963. Ceratosolen bianchii ingår i släktet Ceratosolen och familjen fikonsteklar. Inga underarter finns listade i Catalogue of Life.